# OŠK Veľký Horeš
OŠK Veľký Horeš (celým názvem: Obecný športový klub Veľký Horeš) je slovenský fotbalový klub, který sídlí v obci Veľký Horeš v Košickém kraji. Od sezóny 2017/18 působí v šesté lize Oblastného futbalového zväzu Trebišov.
Své domácí zápasy odehrává na stadionu OŠK Veľký Horeš s kapacitou 1 000 diváků.

## Historické názvy
Zdroj: 
- Družstevník Veľký Horeš
- 2017 – OŠK Veľký Horeš (Obecný športový klub Veľký Horeš)

## Umístění v jednotlivých sezonách
Stručný přehled
Zdroj: 
- 2012–2013: 6. liga VsFZ – sk. Zemplínská
- 2013–2014: 5. liga VsFZ – sk. Jih
- 2014–2016: 4. liga VsFZ – sk. Jih
- 2016–2017: 3. liga – sk. Východ
- 2017–: 6. liga OFZ TV

Jednotlivé ročníky
Zdroj: 
Legenda: Z – zápasy, V – výhry, R – remízy, P – porážky, VG – vstřelené góly, OG – obdržené góly, +/− – rozdíl skóre, B – body, červené podbarvení – sestup, zelené podbarvení – postup, fialové podbarvení – reorganizace, změna skupiny či soutěže
| Slovensko (2012–) |                               |        |                                                             |                                                             |                                                             |                                                             |                                                             |                                                             |                                                             |                                                             |        |
| Sezóny            | Liga                          | Úroveň | Z                                                           | V                                                           | R                                                           | P                                                           | VG                                                          | OG                                                          | +/−                                                         | B                                                           | Pozice |
| 2012/13           | 6. liga VsFZ – sk. Zemplínská | 6      | 26                                                          | 21                                                          | 3                                                           | 2                                                           | 95                                                          | 24                                                          | +71                                                         | 66                                                          | 1.     |
| 2013/14           | 5. liga VsFZ – sk. Jih        | 5      | 30                                                          | 14                                                          | 13                                                          | 3                                                           | 68                                                          | 25                                                          | +43                                                         | 55                                                          | 3.     |
| 2014/15           | 4. liga VsFZ – sk. Jih        | 4      | 30                                                          | 20                                                          | 7                                                           | 3                                                           | 75                                                          | 16                                                          | +59                                                         | 67                                                          | 2.     |
| 2015/16           | 4. liga VsFZ – sk. Jih        | 4      | 30                                                          | 26                                                          | 2                                                           | 2                                                           | 125                                                         | 22                                                          | +103                                                        | 80                                                          | 1.     |
| 2016/17           | 3. liga – sk. Východ          | 3      | Klub se odhlásil v průběhu sezóny, výsledky byly anulovány. | Klub se odhlásil v průběhu sezóny, výsledky byly anulovány. | Klub se odhlásil v průběhu sezóny, výsledky byly anulovány. | Klub se odhlásil v průběhu sezóny, výsledky byly anulovány. | Klub se odhlásil v průběhu sezóny, výsledky byly anulovány. | Klub se odhlásil v průběhu sezóny, výsledky byly anulovány. | Klub se odhlásil v průběhu sezóny, výsledky byly anulovány. | Klub se odhlásil v průběhu sezóny, výsledky byly anulovány. | 15.    |
| 2017/18           | 6. liga OFZ TV                | 6      | 22                                                          |                                                             |                                                             |                                                             |                                                             |                                                             |                                                             |                                                             |        |